# 四部和声
用四个声部陈述的和声，被称作四部和声（英文：four-part harmony）。
在音乐作品中，三和弦很少用三个声部来陈述，最常见的是四部和声。这种陈述方式长期以来已成为一种传统。所以在教学中主要也采用四部和声。四声部似然是与人声的四种类型：女高音（高音部）、女低音（中音部）、男高音（次中音部）和男低音（低音部）相联系的。合唱中使用的这些名称在一定条件下也使用在器乐中。最高的声部也称作“旋律”。